# Yvie
L'Yvie est une petite rivière de Normandie, affluent de la Touques. Longue de 10,5 km, elle naît à Valsemé dans le Pays d'Auge, coule vers le nord-est pour se jeter dans la Touques, rive gauche, à Pont-l'Évêque.

## Caractéristiques du cours d'eau
Il s'agit d'une petite rivière de plaine coulant dans les prairies en méandres ou en lignes droites. La rivière comporte plusieurs profils (radiers, plats, fosses profondes)...
Cette petite rivière ou ruisseau possède un débit régulier et soutenu par la nappe en période sèche, une pente variée, ménageant des zones d’eaux vives et des zones de repos, des températures fraîches, favorables aux poissons notamment aux salmonidés et une nette variété des habitats naturels, gage d’une diversité biologique marquée.

## Écologie
L'état écologique de la rivière est globalement bon (la qualité biologique est très bonne, mais la qualité physico-chimique est moyenne).
La rivière est fréquentée par des poissons d'eau pure comme la truite fario, le vairon... ainsi que des poissons migrateurs comme la truite de mer, l'anguille ou la lamproie marine.

## Communes traversées
- Valsemé
- Clarbec
- Drubec
- Reux
- Saint-Hymer
- Pont-l'Évêque